# Martha Abelsen
Martha Abelsen (* 18. Juni 1957 in Nuuk) ist eine grönländische Politikerin (Siumut), Beamtin und Sozialarbeiterin.

## Leben
Martha Abelsen besuchte von 1965 bis 1975 die Folkeskole in Nuuk und anschließend bis 1979 das Sozialpädagogische Gymnasium in Kopenhagen. Sie arbeitete im selben Jahr noch als pädagogische Schulassistentin in Kopenhagen. Von 1980 bis 1981 war sie an der Behindertentagesinstitution Sungiusarfik Ikinngut in Ilulissat tätig. Von 1981 bis 1985 war sie Pflegemutter am Schulkollegium in Ilulissat. Von 1985 bis 1990 stand sie dem Sungiusarfik Ikinngut vor. Von 1990 bis 1991 war sie Grönlandberaterin im Vestsjællands Amt. Von 1991 bis 1996 war sie Bürochefin im grönländischen Sozialdirektorat. Von 1996 bis 2001 war sie Direktorin des Gesundheitsdirektorats der grönländischen Regierung und von 2001 bis 2004 die des Sozialdirektorats. 2005 arbeitete sie einige Monate als Beraterin im Innenministerium und war dann bis 2009 Sekretariatschefin der Gemeinde Nuuk. Von 2009 bis 2010 war sie Behindertenberaterin der Regierung. Sie war von 2010 bis 2015 Vorsitzende von KANUKOKA. Von 2015 bis 2017 war sie Abteilungschefin im Innenministerium und dann bis 2018 in der Sozialverwaltung.
Martha Abelsen begann ihre politische Karriere bei der Kommunalwahl 2008. Sie wurde mit den zweitmeisten Stimmen der Siumut-Kandidaten in den Rat der neuen Kommuneqarfik Sermersooq gewählt. Sie kandidierte anschließend bei der Parlamentswahl 2009, aber verpasste den Einzug ins Inatsisartut. Bei der Kommunalwahl 2013 erhielt sie die zweitmeisten Stimmen aller Kandidaten in ihrer Kommune, womit sie Vizebürgermeisterin wurde. Sie kandidierte bei der Folketingswahl 2015, aber wurde nicht gewählt. Im November 2015 trat sie von ihrem Amt als Kommunalratsmitglied zurück. Am 24. Oktober 2018 wurde sie als Nachfolgerin der zurückgetretenen Doris J. Jensen zur Gesundheits-, Sozial- und Justizministerin ernannt. Im Mai 2020 gab sie dann Gesundheitsressort an Anna Wangenheim ab, erhielt dafür aber das Ressort Familie.
Nach dem Ende der Legislaturperiode 2021 kandidierte sie erneut bei der Kommunalwahl 2021 und wurde mit den meisten Stimmen ihrer Partei und den zweitmeisten insgesamt wieder in den Rat der Kommuneqarfik Sermersooq gewählt. Im November 2021 wurde sie Direktorin der Verwaltung für Familie und Kinder in der Kommuneqarfik Sermersooq. Seit Juni 2023 arbeitet sie als Departementschefin im Ministerium für Soziales, Arbeitsmarkt und Inneres. Sie kandidierte erneut bei der Kommunalwahl 2025 und erhielt die meisten Stimmen aller Kandidaten.